# Encalypta tianschanica
Encalypta tianschanica är en bladmossart som beskrevs av Jian-Cheng Zhao, Si He och Ren-Liang Hu 1997. Encalypta tianschanica ingår i släktet klockmossor, och familjen Encalyptaceae. Inga underarter finns listade i Catalogue of Life.